# Tom Wlaschiha
Thomas "Tom" Wlaschiha (Dohna, 20 juni 1973) is een Duits televisie-, film-, theater-, en stemacteur.

## Biografie
Wlaschiha werd geboren in Dohna, in de voormalige Duitse Democratische Republiek. Aangezien hij vlak bij de Tsjecho-Slowaakse grens opgroeide, bezochten hij en zijn familie vaak Tsjecho-Slowakije, vooral Praag. Zijn familienaam is van Tsjechische origine, aangezien zijn voorouders in het begin van de negentiende eeuw van Tsjechië naar Duitsland emigreerden. Toen hij zeventien jaar oud was, vlak na de val van de Berlijnse Muur, trok Wlaschiha naar New York als uitwisselingsstudent. Hij verbleef er een jaar en leerde er Engels en acteerde in het theater. Nadien kreeg hij acteerles in Leipzig van 1992 tot 1996.

## Carrière
Sinds 1998 speelde Wlaschiha vooral bijrollen in vele Duitse en internationale televisie- en filmproducties. In 2000 kreeg hij zijn eerste hoofdrol in No One Sleeps. In 2011 werd hij gecast als de veroordeelde moordenaar Jaqen H'ghar in de fantasy-televisieserie Game of Thrones van HBO.
Sinds 2013 speelt hij mee in de misdaadreeks Crossing Lines als Kommissar Sebastian Berger, een Duitse politie-officier.
In 2022 speelde Wlaschiha de rol van Dmitri Antonov in acht afleveringen van het vierde seizoen van de Netflixserie Stranger Things. 

## Filmografie
- 1995: Stubbe – Von Fall zu Fall - Stubbes Erbschaft (televisieserie)
- 1996: Max Wolkenstein (televisieserie, aflevering 1x05)
- 1997: Mama ist unmöglich (televisieserie, aflevering 1x07)
- 1998: Der Fahnder (Fernsehserie, aflevering 8x05)
- 1999: Ich wünsch dir Liebe (televisiefilm)
- 2000: No one sleeps
- 2000: Tatort – Das letzte Rodeo (televisiefilm)
- 2000: Enemy at the Gates
- 2000–2004: Die Rettungsflieger (televisieserie, 12 afleveringen)
- 2001: Verliebte Jungs (televisiefilm)
- 2002: Die Sitte (televisieserie, aflevering 1x02)
- 2002: Küstenwache (televisieserie, aflevering 6x12)
- 2002: Im Namen des Gesetzes (televisieserie, aflevering 8x08)
- 2002: Die Nacht, in der ganz ehrlich überhaupt niemand Sex hatte (televisiefilm)
- 2003: Fast perfekt verlobt (televisiefilm)
- 2003: Ein Fall für zwei (televisieserie)
- 2003: Pura Vida Ibiza
- 2004: Bergkristall
- 2004: Die Stunde der Offiziere
- 2004–2012: In aller Freundschaft (televisieserie, 4 afleveringen)
- 2005: Munich
- 2006: Unter den Linden – Das Haus Gravenhorst (televisieserie, 13 afleveringen)
- 2006: Die Wolke
- 2006: Zwei Engel für Amor (televisieserie, 3 afleveringen)
- 2006: 16 Blocks
- 2007: My Little Boy (korte film)
- 2007: GSG 9 – Ihr Einsatz ist ihr Leben (televisieserie, aflevering 1x09)
- 2007: Alarm für Cobra 11 – Die Autobahnpolizei (televisieserie, aflevering 11x14)
- 2008: Die Gustloff (televisiefilm)
- 2008: Spoons (televisieserie, 8 afleveringen)
- 2008: Brideshead Revisited
- 2008: Krabat
- 2008: Valkyrie
- 2008: Die Patin – Kein Weg zurück
- 2009: Wilsberg: Der Mann am Fenster
- 2009: Eine für alle – Frauen können’s besser (televisieserie, 99 afleveringen)
- 2010: Der letzte Bulle - Überlebenstraining (televisieserie)
- 2010: The Sarah Jane Adventures (televisieserie, afleveringen 4x09–4x10)
- 2010: Christopher and His Kind
- 2011: Stilles Tal
- 2011: Anonymous
- 2011: Resistance
- 2012, 2015–2016: Game of Thrones (televisieserie, 17 afleveringen)
- 2012: Frisch gepresst
- 2012: Mann kann, Frau erst recht (televisiefilm)
- 2012: SOKO Leipzig – Der Junggesellinnenabschied (Fernsehfilm)
- 2013: Agatha Christie’s Poirot (televisieserie, aflevering 13x04)
- 2013: Ohne Gnade!
- 2013: Rush
- 2013–2015: Crossing Lines (televisieserie, 34 afleveringen)
- 2014: Mr. Turner
- 2015: Tatort – Borowski und die Kinder von Gaarden (televisiefilm)
- 2015: The Good Dinosaur (stem van Forrest Woodbush)
- 2017: Eltern und andere Wahrheiten (televisiefilm)
- 2017: Berlin Falling
- 2017: Dengler – Die schützende Hand (televisiefilm)
- 2017: Kommissar Maigret: Die Nacht an der Kreuzung
- 2017: Schuld - Anatomie (televisieserie)
- 2018–2022: Das Boot (televisieserie)
- 2019: Saturday Fiction (蘭心大劇院 Lán xīn dà jùyuàn)
- 2019: Thanks for the Memories (televisiefilm)
- 2019: Tom Clancy’s Jack Ryan (televisieserie)
- 2020: L’incredibile storia dell’Isola delle Rose
- 2022: Stranger Things (televisieserie)
- 2022: Das Netz – Prometheus (televisieserie)
- 2022: Last Light (miniserie, 4 afleveringen)
- 2022: Lightyear (synchroonstem van Buzz Lightyear)

## Theater
- 1999: Drei Schwestern, Theater Junge Generation Dresden
- 2000: Faust ist tot, Theater in der Fabrik, Dresden
- 2001: Engel der Tankstelle, Volksbühne Berlin
- 2001: Tartuffe (Molière), Mecklenburgisches Staatstheater Schwerin
- 2002: Klinik, Schauspielhaus Zürich
- 2002: Heinrich VI., Schauspielhaus Zürich
- 2003: Maria Magdalena, Schauspiel Frankfurt
- 2004: 231, East 47th Street, Sophiensaele Berlin
- 2005: Das ist mein Bett (Franckh), Wechselbad Dresden
- 2005: Der Freigeist (Schmitt), Wechselbad Dresden
- 2007: Frühling (Franz Lehár), Volksbühne Berlin

- Gemeinsame Normdatei: 131631578
- International Standard Name Identifier: 0000 0003 7191 7169
- Library of Congress Control Number: nr2003010999
- Virtual International Authority File: 35594177